# عمارة المكسيك

القصر في بالينكي

ضُمت العديد من المنشآت المعمارية القديمة في المكسيك، بما في ذلك أجزاء كاملة من المدن المبنية في فترة ما قبل العصر الكولومبي والاستعمار إلى قائمة مواقع التراث العالمي لما لها من أهمية تاريخية وفنية. تضم المكسيك أكبر عدد من المواقع التي أعلنت اليونسكو أنها مواقع للتراث العالمي في الأمريكيتين.

## فترة الاستعمار الإسباني
مع توطيد الحكم الإسباني في المكسيك، بنيت أول الكنائس والأديرة باستخدام المبادئ المعمارية للنظام الكلاسيكي والإجراءات العربية للمدجنون الإسباني. ثم بنيت الكاتدرائيات الكبيرة والمباني المدنية لاحقًا على نمط العمارة الباروكية والانييريزموية، في حين كانت المباني في المناطق الريفية تحتوي على سمات من العمارة الموزاربيكية.

## العمارة في القرن التاسع عشر وأوائل القرن العشرين
تغيرت مناظر المدن قليلًا خلال النصف الأول من القرن التاسع عشر في المكسيك حتى الاحتلال الفرنسي خلال الإمبراطورية المكسيكية الثانية في منتصف ستينيات القرن التاسع عشر. جلب الإمبراطور ماكسيميليان مجموعة جديدة من أفكار التصميم الحضري إلى المكسيك. انطلاقًا من خطة التنمية الباريسية التي أعدها البارون جورج هوسمان في منتصف القرن، أدار ماكسيميليان بناء طريق قطري جديد واسع اسمه باسيو دى لا ريفورما. امتدّ هذا الشارع على مسافة أميال من القصر الوطني في وسط المدينة إلى حديقة شابولتيبيك حيث كان الحاكم النمساوي يعيش في قلعة تشابولتيبيك. زُرع على طول الطريق الواسع صفوف مزدوجة من أشجار الأوكالبتوس، كما ركبت مصابيح غازية، وظهرت أول شوارع مخططة بالبغال. شكّل هذا التطور حافزًا لمرحلة جديدة من النمو من وسط مدينة مكسيكو إلى الغرب، وهو اتجاه من شأنه أن يحدد بنية المدينة لنصف القرن القادم.
أثناء فترة ولاية الرئيس بورفيريو دياث (1876-1880، 1884-1911)، أظهر رعاة وممارسو العمارة دافعين: الأول هو بناء عمارة تشير إلى انخراط المكسيك في الحداثة وأما الثاني فيشمل بناء العمارة بطريقة تؤكد على اختلافها عن البلدان الأخرى من خلال دمج الخصائص والسمات المحلية فيها. كان للهدف الأول أسبقية على الثاني خلال معظم القرن التاسع عشر. استلزمت مشاريع البنية التحتية الرئيسية من بناء شبكة سكك حديدية ومشروع للصرف الصحي لتصريف نظام البحيرة الوسطى بالقرب من مكسيكو سيتي وجود مهندسين معماريين ومدنيين. صُممت وبُنيت محطات السكك الحديدية والجسور عبر الوديان، كما جددت المباني الاستعمارية القديمة في العاصمة، مثل القصر الوطني، وصمم سجن لقومبري الجديد، بما يتماشى مع ملامح البانوبتيكون التي وضعها جيرمي بيسام.
كان هدف الرئيس دياث هو أن تكون مدينة مكسيكو حديثة ومتطورة. فتحت تكنولوجيا الحديد المصبوب من أوروبا والولايات المتحدة الباب أمام إنشاء تصميمات جديدة للمباني. وأصبح بالإمكان استيراد الرخام الإيطالي والجرانيت الأوروبي والبرونزات والزجاج المعشّق. أصر دياث على تحويل المشهد الطبيعي لعاصمة البلاد إلى مشهد يذكر بباريس أو لندن، بالتالي، ليس من المستغرب أن اللجان المعمارية المهمة كان معظمها موكلة إلى الأجانب في عهده. صمم المهندس المعماري الإيطالي أدامو بوابي قصر البريد الذي بناه غونزالو غاريتا (1902) والمسرح الوطني في المكسيك (1904). أسس المعماري الفرنسي آميل بينارد، الذي عمل في القصر التشريعي عام 1903، مرسمًا معماريًا حيث درّب الطلاب المكسيكيين. كان سيلفيو كونتري مسؤولا عن أمانة الاتصالات والأشغال العامة (1902-11). أدخلت التصاميم القوطية الجديدة في المباني العامة الضخمة في أوائل القرن العشرين. أبرز مثالين على ذلك مبنى البريد المركزي، وقصر الفنون الجميلة، الذي صممه المعماري الإيطالي أدامو بوابي.
أصدر الرئيس دياث مرسومًا عام 1877 يدعو إلى وضع مجموعة من التماثيل السياسية للقادة المكسيكيين على طول طريق باسيو دي لا ريفورما. استُخدمت التصاميم الكلاسيكية لبناء هياكل مثل نصب ملاك الاستقلال التذكاري، ونصب كوهتيموك، ونصب بينيتو خواريز، وتمثال كولومبس. تسببت قناعة دياز حول أهمية المعالم العامة في المشهد الحضري بظهور تقليد أصبح متبعًا بشكل دائم في المكسيك، وهو: المعالم العامة في المناظر الطبيعية في القرن العشرين.
في القرن التاسع عشر، لعبت العمارة الأصلية الجديدة دورًا فعالًا في تمثيل الهوية الوطنية على النحو الذي وجد في فترة الرئيس دياث. تحقق تمثيل السمات المحلية في الهندسة المعمارية المكسيكية أساسًا من خلال مواضيع وأفكار زخرفية مستوحاة مما قبل العصر الكولومبي. كانت هذه التمثيلات ضرورية لبناء تراث مشترك يمكن أن تكون فيه الأمة موحدة. المبنى الأول الذي يستند إلى الزخارف المكسيكية القديمة التي بنيت في القرن التاسع عشر كان نصب كوهتيموك الذي نفذه المهندس فرانسيسكو خيمينيز والنحات ميغيل نورينا. من بين مباني القرن التاسع عشر الأخرى التي تحتوي على زخارف زينة ما قبل العصري الكولومبي نصب بنيتو خواريز في باسيو خواريز، أواكساكا (1889).

## العمارة الحديثة والمعاصرة
بعد خمسة عشر عامًا من نهاية الثورة المكسيكية عام 1917، بدأت الإقرارات الحكومية لبرامج الإسكان والتعليم والرعاية الصحية الفيدرالية. في حين أن تطور العمارة الحديثة في المكسيك حمل في طيّاته بعض أوجه التشابه الملحوظة مع مثيله الحاصل في أمريكا الشمالية وأوروبا، فإنه سلّط الضوء على العديد من الخصائص الفريدة، والتي تحدت الميزات والسمات الموجودة في العمارة الحديثة. خلال فترة ما بعد الثورة، كانت هناك محاولات للوصول إلى الماضي واستعادة ما فقد في السباق نحو التحديث من خلال استمثال الشعوب الأصلية والتقليدية الرمزية.
تركت الوظيفية والتعبيرية وغيرها من المدارس بصماتها على عدد كبير من الأعمال التي جمع فيها بين الفنون الأسلوبية المكسيكية والفنون الأوروبية والأمريكية الشمالية.
كان معهد الصحة العامة (1925) في بوبوتلا، المكسيك، من تصميم خوسيه فيلاغران غارسيا، أحد الأمثلة الأولى على العمارة المحلية الجديدة. يعد المرسم المصمم من قبل خوان أوغورمان في سان أنجل، مكسيكو سيتي، لدييجو ريفيرا وفريدا كاهلو (1931-1932) مثالا جيدًا على العمارة الطليعية التي بنيت في المكسيك. كان أول مشروع في المكسيك لبناء مساكن عالية الكثافة ومنخفضة التكاليف هو مشروع «مركز أوربانو أليمان» (1947-1949)، مكسيكو سيتي، من تصميم ماريو باني.
لعل أبرز طموح للعمارة الحديثة هو بناء وتشييد جامعة سيوداد خارج مكسيكو سيتي، ومجمع من المباني والأماكن في الجامعة الوطنية المستقلة في المكسيك، وكلاهما بدأ العمل عليها عام 1950، في إطار مشروع تعاوني، تولى إدارته كارلوس لازو، وإنريك ديل أورينتال، وباني.
كانت هذه فترة من التجريب المتنوع والابتكار الإنشائي، كما يتضح من الهياكل الخرسانية ذات القشرة الرقيقة التي صممها المعماري الأسباني فيليكس كانديلا، مثل كنيسته في مدينة مكسيكو سيتي (1953) وجناح الأشعة الكونية (1952) في حرم الجامعة. أصبح دمج الفن والهندسة المعمارية أمرًا معتادًا في العمارة المكسيكية الحديثة، ويمكن رؤية ذلك بوضوح في فناء متحف الأنثروبولوجيا (1963-65) في مكسيكو سيتي، من تصميم بيدرو راميريز فاسكيز.
هناك جانبٌ آخر من العمارة المكسيكية الحديثة يتمثل في تصاميم لويس براغان، إذ أن البيوت التي صممها في الخمسينيات والستينات استكشفت طريقة للتوفيق بين دروس لو كوربوزييه والتقاليد الاستعمارية الإسبانية. خلق هذا التوليف الجديد عمارة حديثة أصلية تماما ومكيفة بشكل فريد مع بيئتها.